# Nae Caranfil
Nae Caranfil, właściwie Nicolae Caranfil (ur. 7 września 1960 w Bukareszcie) – rumuński reżyser i scenarzysta filmowy.
Syn rumuńskiego krytyka filmowego i historyka filmu Tudora Caranfila. W 1984 ukończył studia na Wydziale Reżyserii na Narodowym Uniwersytecie Sztuki Teatralnej i Filmowej im. I.L. Caragiale (UNATC) w Bukareszcie, gdzie był później wykładowcą. 
Jeden z najwybitniejszych twórców rumuńskiego kina lat 90. XX w. oraz początku XXI w. Największy sukces odniósł satyrycznym filmem Filantropia (2002). Jego dwa kolejne obrazy - Reszta jest milczeniem (2007) i anglojęzyczny Gang Rosenthala (2014) - zdobyły po 9 Nagród Gopo, w tym za najlepszy film i scenariusz, a drugi z nich również za reżyserię.